# Западнополесский язык
Западнополе́сский язык (самоназвания: заходнёполіськая мова, своя мова) — малый восточнославянский язык, в основе которого лежат западнополесские говоры Брестской области Белоруссии. Попытка кодификации говоров предпринималась в 1980—1990-е годы рядом западнополесских филологов и литераторов. В генетическом отношении сочетает в себе черты белорусского и украинского языков.

## О названии
В 1907 было использовано название русинский язык, судя по названию букварей, которые печатали для местного населения «Rusinski lemantar», «Rusinsky łementar. Русінски лементар. Napysau Staryj Hospodar».
В рамках проекта по кодификации, предложенного инициатором создания западнополесской автономии Николаем Шеляговичем, использовались названия: заходышнополіська лытырацька волода, zahodyšnopóliśka lytyraćka vóloda — «западнополесский литературный язык», поліська волода, poliśka mova — «полесский язык», русынсько-поліська волода —— «русинско-полесский язык», јітвјежа волода, ïtvëža vóloda — «ятвяжский язык».
Местное население при идентификации своего говора чаще использует прилагательным населенного пункта, например «мотольский», «молодовский» и т. д., более общий вариант «на своем», (полес. по-своёму). По отношении к ареалу употребляется название западнополесский язык (полес. заходнёполіськая мова) или полесский язык (полес. поліськая мова).

## Исторический обзор

### Предпосылки
Редкие примеры нерегулярного письменного применения местных говоров отмечены в Полесье уже в XVI и XVII веках. В XIX веке по-полесски пишет стихи Франц Савич, позднее Николай Янчук. В 1901 году отдельные полесские слова и фразы использует в своём рассказе «Серебряный волк» Александр Куприн. В 1907 году в Пинске был издан первый печатный полесский букварь (Rusinski lemantar) латинским шрифтом.

### Исследования говоров
В 1957 году начал научную работу белорусский лингвист Фёдор Климчук: собирал диалектный, фольклорный и этнографический материал. В 1962 году познакомился и начал сотрудничать с лингвистом Никитой Ильичом Толстым (правнуком Л. Н. Толстого). В 1968 году группа исследователей издает «Лексика Полесья. Материалы для полесского диалектного словаря.
В 1995 было основано научно-культурное объединение «Загородье», которое занималось издательством научных работ о полесских диалектах и авторских переводов.

### Первая кодификация
Формирование непосредственно полесского литературного языка началось в 1988 году благодаря усилиям филолога и поэта Николая Шеляговича (полес. Мыкола Шыляговыч). Тогда было создано общественно-культурное объединение «Полісьсе» и началась разработка письменной нормы особого полесского («ятвяжского» в терминологии Шеляговича и его сторонников) языка. В 1990 году прошла учредительная конференция, на которой обсуждались различные этнографические и лингвистические проблемы Полесья и, в частности, создание письменного полесского языка.
По одной из версий, считается, что опорными говорами полесского письменного языка являются южноивановские говоры, распространённые на юге Ивановского и на юго-западе Пинского районов Брестской области. Они принадлежат к южнозагародской группе, входящей вместе с говорами запада украинского Полесья и северной Волыни в волынско-западнополесскую группу северного наречия украинского языка. В целом все полесские говоры на территории Белоруссии испытали определённое влияние белорусского языка. В этом ареале сложилось как раз одно из торговых койне вдоль дороги Иваново — Любешов— Ковель. По диалектной основе этот язык называют также полесской письменностью на южноивановской основе, подразумевая, что возможны и другие варианты.
Согласно Шеляговичу, «всека мова е ны но за сридка контахтовання мыз людьмы, алы вона е ј за нутро, стрыжня, а дэ в чому и форму культуры јитвјежого (этнополіського) этносу». (Примерный перевод: «всякий язык — это не только средство общения между людьми, но и нутро, стержень, а в чём-то и форма культуры ятвяжского (этнополесского) этноса»). Поэтому при наличии нескольких синонимов в качестве главного слова бралось то, которое отсутствует в соседних языках.
На новосозданном литературном языке в 1988—1990 годах были выпущены несколько вкладышей с заглавием «Балесы Полісся» («Страницы Полесья») в газете «Чырвоная змена», несколько ротапринтных выпусков «информационного вестника» (небольшой газеты) «Збудінне» («Пробуждение»). В 1990—1995 годах газета «Збудінне» выходила раз в 2 недели, широко продавалась в газетных киосках Брестской области и в Минске, на неё можно было оформить подписку. Тираж газеты (материалы были на западнополесском, русском и белорусском языках) в среднем составлял около 2—2,5 тысяч экземпляров. Также на этом языке были написаны несколько тезисов к Ятвяжской (полесской) научно-практической конференции, проходившей в Пинске 13—14 апреля 1990 года. Остальные тезисы были написаны на русском, белорусском и украинском языках. В 1992 году на западнополесском языке в варианте Шеляговича была издана книга шахматных миниатюр «Јітвежа шахова мынятюра».
В газете «Збудінне» в последний период её существования были попытки перейти с кириллицы на латиницу, однако и эта идея не нашла поддержки у местной интеллигенции, как и весь проект по созданию полесского литературного языка.

#### Критика
По мнению исследователей, предложенный Шеляговичем проект кодификации характеризуется очень узколокальной нормой, значительно отличающейся от других западнополесских говоров. Это, а также особенности орфографии затрудняют использование полесского языка большинством населения западного Полесья, кроме, возможно, самих его создателей.

### Переводы  Климчука
Фёдор Климчук перевел и издал сочинения Гомера, Толстого, Гоголя. В 2017 году был переведен и издан «Новый завет». В качестве письменности переводчик использовал белорусский алфавит и ставил в словах ударения с помощью апострофа.

### В наше время
Ныне "полесское национальное возрождение" обирает обороты в социальных сетях как ВКонктакте и Telegram где энтузиасты делают свои языковые нормы как "Гомовица"

## Орфография
Алфавит был предложен[кем?] на конференции в 1990 году (до этого язык был бесписьменным, отдельные тексты записывались в белорусской или украинской орфографии, в зависимости от предпочтений авторов). В качестве основы была взята кириллица как наиболее привычная, по мнению создателей, для носителей, хотя первый полесский букварь был напечатан в 1907 году на основе латиницы. Что же касается конкретного варианта кириллицы, был выбран, как считают создатели, «компромиссный вариант: чтобы и привычно было, и чтоб полесский алфавит имел свою специфику, свой вид». Поэтому буква «й» была заменена на «ј», которая используется и для обозначения мягкости согласных перед «е». Буква «и» обозначает, во-первых, звук средний между «і» и «ы», смягчающий предыдущие согласные и встречающийся, например, в суффиксе «-ськиј»; а, во-вторых, рефлексы исторического «о», удлинившегося в новых закрытых слогах и имеющего разные рефлексы в полесских говорах. Поэтому буква имеет несколько вариантов прочтения: нис [ныіс, нус, нуос, нэс, н’ис] «нос».
| А а | Б б | В в | Г г | Ґ ґ | Д д | Е е | Ё ё | Ж ж | З з | И и |
| І і | Ј ј | К к | Л л | М м | Н н | О о | П п | Р р | С с | Т т |
| У у | Ф ф | Х х | Ц ц | Ч ч | Ш ш | Ы ы | Ь ь | Э э | Ю ю | Я я |

Гг обозначает звонкое h [ɦ], а Ґґ — [g], как и в украинском. Ее соответствует э.
На практике во многих опубликованных текстах использовалась также буква «э», буква «е» смягчала согласные: «сэрцэ», «усыплее», а «ј» применялось только для йотирования — «дбајімо».
Среди других особенностей орфографии можно указать на:
- обилие буквы «ы», которая соответствует русским «ы, и» и безударным «е, э»;
- замену сочетания «кт» на «хт»: «контахт», «аспэхт»;
- еканье, то есть замену «я» на «е»: «чес», «дыржевны».

## Пример текста
Отрывок из заметки про особенности западнополесской рыбалки, источник: газета «Збудинне» № 19(59), 92.X.16-31 (орфография оригинала сохранена):

ПРО РЫБАЛКУ НА ЗАХОДЫШНОМУ ПОЛІСЬСЁВЫ
Рыбалка лычылоса чысто мужчынськым занетком. Сітка ля кломлі плыласа кэ правыласа выключно мужчынамы. Је ныпрыпомню выпадка, шоб пры дылынні рыбы була жоночына, хоч бы j сама нахабна з jix. Рыбалка кломлію змусюе двух рыбакив кэ двох-трох носылныкэј влова. Ныбуло выпадка, шоб цыкавына дівчынка пудыјшла до брата-рыболова. Мусыть в гэнах вжэ сыділо в jix буты даліј од рыбалкы. «Рыбачка Соня» була-б ныможлывию зјевию в нашому краёвы.

Шэ одын способ лова — шнури (перемёты). Воны закыдувалыса но в мартовы-априлёвы. На зазубыня чыплялы угрыцэј. Знавці ствэрдювалы, шо то булы лычынкы мыногэј. Угрыць можна було накопаты в тую пору вылкамы коло воды з прыбырэжного пыска. Гынчию порою воны пропадалы и насадкию служылы укублы або келбы, алы вже ля удочок. На шнури ловылыса мынтузы. Угри пры мні вжэ траплелыса ридко, алы росповыдэј про jix було мныга. Був свыдком, ек одын старыјі појшов по дорозы на Бэрысьть и, пройшовшы мо з кыломытыра, вырнувса назад ыз здоровэнным угром на плічах — в кыломытровы од сыла вловыв рыбыну на росыстијі траві.
Перевод Фёдора Климчука отрывка из Гоголя, в белорусской орфографии, источник: ):
Ды́вный Дніпр в ты́ху пого́ду, як спокы́йно й пома́лу нысэ́ чырыз лісы́ й го́ры по́вны во́ды свойі́. Ны зворухнэ́; ны захробосты́ть. Ды́высся й ны зна́йіш, йдэ чы ны йдэ ёго́ вэ́лычна шырыня́, і здае́цьця, бы ввэсь вы́лытый вин з шкла і бы сыня́ва люстрана́я доро́га, быз мі́ры в шырыню́, быз конця́ в довжыню́, лыты́ть і в’е́цьця по зылёному сві́ты. Лю́бо тоды́ й гаря́чому со́нцёвы огля́нутысь з высочыні́ і опусты́ты лучі́ в хо́лод шклянэ́йі воды́, і ліса́м, шо коло бэ́рога, я́сно освыты́тысь в во́дах. В зылёных ку́чырах воны́ збы́лысь ра́зом с полёвы́мы квытка́мы коло во́дэй і, нахылы́вшысь, ды́влецьця на самы́х сыбэ́, шо в воді́, і ны нады́влецьця, і ны наті́шецьця самы́мы собо́ю, і всмі́хуюцьця тым, шо в воді́, і выта́ють йіх, маха́ючы голле́м. В сырэ́дыну Дніпра́ воны́ ны посмі́ють гля́нуты: ныхто́, кро́мы сонця й сыня́вого нэ́ба, ны ды́выцьця в ёго́. Ма́ло яка́я пту́шка долыты́ть до сырэ́дыны Дніпра́. Пы́шный! Ныма́ рыкы́ такэ́йі, як вин, на всім сві́ты. Ды́вный Дніпр і в тэ́плу лі́тню ныч, як всэ засына́е, і чолові́к, і звір, і пту́шка; а Биг оды́н вылы́чно огляда́е нэ́бо й зэ́мню й вылы́чно стря́сае ры́зу. З ры́зы сы́плюцьця зо́ры. Зо́ры горе́ть і сві́теть над сві́том, і всі ра́зом одбыва́юцьця в Дніпро́вы.
Стихотворение Николая Шеляговича «Забута мова»
Je прыjiхав в сыло свое,
Ля батькам роздаю гостынцы,
Маты кажэ: стэ во, мое
Положы дэсь на пудороэнзы.
А je ныц ныпоjнев, стою.
Пудорэнзы – а шо такое?
Шо-ж ты мову забув свою,
Забуваты jiji ныстоjiть!
З батьком врано взялы гудочкы
и на гозыро – рыбу ловыты.
Батько: гамрию – ка' – пудтягны
Човна, ногы ныбудыш студыты.
А je ныц ныпоjнев, стою.
Шо за гамра? – в ёго пытаю.
Шо-ж ты мову забув свою,
Малограмотниj jе, а знаю!
Опочыты в садковы лег,
Розморывса: лыжу-дрымаю.
Тут хлопчек до мынэ пудбiг:
Соловэшныка хоч? – пытае.
Здывованиj з травы встаю.
Дэ вин слово такое вырыв?
Чы j направду je мову свою

Забуваю? Нывжэ? Нывiру!